# 梅尔贝克
梅尔贝克是德国石勒苏益格－荷尔斯泰因州的一个市镇。总面积8.91平方公里，总人口439人，其中男性218人，女性221人（2011年12月31日），人口密度49人/平方公里。